# RPL15
RPL15 (англ. Ribosomal protein L15) – білок, який кодується однойменним геном, розташованим у людей на короткому плечі 3-ї хромосоми.  Довжина поліпептидного ланцюга білка становить 204 амінокислот, а молекулярна маса — 24 146.
| 10         |  | 20         |  | 30         |  | 40         |  | 50         |
| ---------- |  | ---------- |  | ---------- |  | ---------- |  | ---------- |
| MGAYKYIQEL |  | WRKKQSDVMR |  | FLLRVRCWQY |  | RQLSALHRAP |  | RPTRPDKARR |
| LGYKAKQGYV |  | IYRIRVRRGG |  | RKRPVPKGAT |  | YGKPVHHGVN |  | QLKFARSLQS |
| VAEERAGRHC |  | GALRVLNSYW |  | VGEDSTYKFF |  | EVILIDPFHK |  | AIRRNPDTQW |
| ITKPVHKHRE |  | MRGLTSAGRK |  | SRGLGKGHKF |  | HHTIGGSRRA |  | AWRRRNTLQL |
| HRYR       |  |            |  |            |  |            |  |            |

A: Аланін

C: Цистеїн

D: Аспарагінова кислота

E: Глутамінова кислота

F: Фенілаланін

G: Гліцин

H: Гістидин

I: Ізолейцин

K: Лізин

L: Лейцин

M: Метіонін

N: Аспарагін

P: Пролін

Q: Глутамін

R: Аргінін

S: Серин

T: Треонін

V: Валін

W: Триптофан

Кодований геном білок за функціями належить до рибонуклеопротеїнів, рибосомних білків, фосфопротеїнів. 
Задіяний у такому біологічному процесі як альтернативний сплайсинг. 
Локалізований у мембрані.